# Ribniški sejem suhe robe in lončarstva
Ribniški semenj suhe robe in lončarstva je največja turistično-etnološka prireditev v Sloveniji, ki se v Ribnici odvija vsako prvo nedeljo v septembru. Organizator sejma je Turistično društvo Ribnica. Na glavni ulici so stojnice s suho robo in lončarskimi izdelki (značilni za Ribnico in okolico) ter izdelki domače obrti iz drugih delov Slovenije. Istočasno predstavijo izdelavo teh izdelkov. 
Število obiskovalcev redno preseže številko nekaj deset tisoč, v najboljših letih pa je po ocenah preseglo celo številko 50.000.